# Химере
Химере (Chimaeriformes) су мала група риба врло необичног, бизарног изгледа са великом главом и танким, дугачким репом. Припадају рибама са хрскавичавим скелетом, рушљорибама. Немају спиракулум, а пет пари шкржних отвора имају кожне поклопце. Слично ајкулама немају рибљи мехур и црево је права цев са спиралном преградом. Реп је дугачак и танак, а испред леђног пераја имају бодљу која може бити отровна. Оплођење је унутрашње и одвојених су полова. Јајници су парни и у сваком се образује по око сто јаја, али се у јајоводима развија само по једно. 

## Класификација
Најпознатији представник реда Holocephales je морски пацов или химера (Chimaera monstrosa) дугачак до 1 m. Живи на дубинама мора од 100 до 1.000 m хранећи се мекушцима и другим бескичмењацима.
Остале врсте, њих око 40, сврстане су у три породице и шест родова:
1. Породица Callorhinchidae распрострањена на јужној хемисфери: Јужној Америци, Новом Зеланду, јужној Африци, јужној Аустралији; припада јој само један род Callorhinchus са само три врсте:
- морски слон, Callorhinchus callorynchus .

2. породица химериде (Chimaeridae) распрострањена у Атлантском, Индијском океану и Пацифику (тропска мора) са два рода:
- род  са врстама:

- род  са врстама:

3. породица дугоносих химера (Rhinochimaeridae) у коју спадају три рода:
- род  са врстама:

- род  са врстама:

- род  са врстама:

## Галерија
- морски слон,
- морски зец,